# Болдырев, Василий Николаевич
Васи́лий Никола́евич Болдырев (1872, Воронеж, Россия — 27 февраля 1946, Батл-Крик, штат Мичиган, США) — российско-американский физиолог, гастроэнтеролог. Ученик выдающегося российского физиолога И. П. Павлова. Известен тем, что открыл циклическую моторную активность желудка и тонкого кишечника в межпищеварительный период, названную впоследствии мигрирующим моторным комплексом.

## Биография
Родился в Воронеже, в купеческой семье. Служил в пехоте. Учился в Чугуевском юнкерском пехотном училище. В 1893 году поступил в Военно-медицинскую академию в Санкт-Петербурге, которую окончил в 1898 году с отличием. Работал земским врачом в Закавказье. В 1901 года вернулся в Санкт-Петербург, где сначала поступил на работу в Факультетскую терапевтическую клинику Женского медицинского института, а затем, в том же году, перешёл в возглавляемый И. П. Павловым Физиологический отдел Института экспериментальной медицины. В 1904 году защитил диссертацию на соискание степени доктора медицины. С 1905 года — прозектор, а с 1907 года — приват-доцент кафедры физиологии Военно-медицинской академии. Вместе с другими учениками И. П. Павлова в 1906—1907 годах в Берлине занимался исследованием пищеварительных ферментов под руководством нобелевского лауреата Эмиля Фишера. С 1912 года — профессор кафедры фармакологии Казанского университета.
После начала Первой мировой войны стал работать консультантом по защите от отравляющих газов в Российском отделении Красного Креста. В 1916 году уехал по линии Красного Креста в Европу. Возвратившись в декабре 1918 года в Россию, принял решение эмигрировать. В 1919—1921 годах читал лекции по физиологии пищеварения в университетах Токио, Осаки и Киото в Японии. В 1922 году переехал в США. В течение последующих 18 лет возглавлял так называемую «Павловскую лабораторию» в Санатории доктора Келлога в Баттл-Крике (англ. Battle Creek Sanitarium).
Живя в эмиграции, поддерживал хорошие отношения с И. П. Павловым и его учениками. В 1923 году Павлов приезжал в Баттл-Крик, после чего написал в письме к жене:
Болдырев с целой своей семьей живет здесь вполне хорошо, имея специально для него построенную лабораторию. Житье здесь прямо чудное.

## Исследования
Наиболее плодотворными для Болдырева, как учёного, были годы с 1902 по 1905, когда он под руководством И. П. Павлова занимался исследованиями в области физиологии пищеварения. Обнаруженная им в 1902 году циклическая моторная активность желудка и тонкой кишки в межпищеварительный период, которую он изучал на фистульных собаках, легла в основу его диссертационной работы «Периодическая работа пищеварительного аппарата при пустом желудке», которую он защитил в Военно-медицинской академии в 1904 году. В этой работе Болдырев впервые описал дуоденогастральный рефлюкс и показал его значение для деятельности желудка и двенадцатиперстной кишки.
В эти же годы он исследовал формирование условных рефлексов на различные раздражители, в том числе, на звук, запах, свет, температуру. Занимался вопросами получения противодифтерийной сыворотки.
В период работы в Казани, а также в США, основной областью его исследований была эндокринная функция поджелудочной железы в норме и патологии.

## Награды
- В 1904 году за работу по дифтерии и стрептококковым заболеваниям награждён премией имени Покровского.
- В 1905 году за исследование «Психическое возбуждение слюнных желез» награждён премией имени И. П. Павлова Общества русских врачей Петербурга.